# Паскаль (Арутюн)
Паскаль (Арутюн, Харукян) — французский предприниматель армянского происхождения, открыл в 1672 году первое в Париже кафе и, возможно, первое кафе во Франции, который впервые употребил термин «кафе».

## История
С 1640 года армянские путешественники возили кофе из Эфиопии во Францию.
В 1644 году кофе прибывает во Францию через порт Марселя благодаря путешественникам, возвращающимся из Константинополя, которые приносят немного зерна и делятся ими со своими друзьями.
В 1669 году турецкий посол Солиман Ага предложил кофе двору короля Людовика XIV по случаю большого приема. Дворяне и богатые буржуа быстро оценили его вкусовые качества.
В 1671 году в Марселе открывается первая кофейня. Одни источники не называют имя того, кто её открыл, другие указывают, что это был Паскаль, который впоследствии перебрался в Париж.
Первая публичная продажа кофе в Париже состоялась в 1672 году на ярмарке Сен-Жермен-де-Пре и первым парижским предпринимателем в области кофе был Паскаль. Он продавал кофе на ярмарке, а когда она закрылась, открыл небольшую кофейню.
Ярмарка проводилась в течение первых двух месяцев весны на большом открытом участке прямо в стенах Парижа, недалеко от Латинского квартала. Когда ярмарка закрылась, Паскаль открыл небольшую кофейню на набережной, недалеко от Пон-Нёф. Позже Паскаль переехал в Лондон, где кофе тогда был в большом почете.
Увеличению количества армян во Франции способствовала также либерализация экономики после 1660 года. Чуть позже, в 1669 году, город Марсель был объявлен свободным портом. В 1672 году армянин по имени Паскаль (Арутюн) открыл в Париже первое кафе во Франции.